# Helluosoma
Helluosoma is een geslacht van kevers uit de familie van de loopkevers (Carabidae). De wetenschappelijke naam van het geslacht is voor het eerst geldig gepubliceerd in 1867 door Castelnau.

## Soorten
Het geslacht Helluosoma omvat de volgende soorten:
- Helluosoma atrum Castelnau, 1867
- Helluosoma bouchardi Baehr, 2005
- Helluosoma hangayi Baehr, 2005
- Helluosoma longicolle Macleay, 1888